# ロールス・ロイス RB.203 トレント
RB.203 トレントは、ロールスロイスがプライベートベンチャーで開発したターボファンエンジンである。
SEPECAT ジャギュア、三菱T-2/F-1、BAe ホークに搭載されたアフターバーナー付小型超音速ターボファンロールス・ロイスRB.172/チュルボメカT260アドーアをコアに用い、低圧系を付加した世界初の3軸式ターボファンエンジン。推力が9,980 lbf (44.4 kN)でスペイを代替することが目的で、RB211の前身とも云えるエンジンだった。
バイパス比8、静止推力5tクラスの中型機で、日本航空機製造YS-33やフェアチャイルド228、ホーカー・シドレーHS.136、コンベア 660等に搭載が予定されていたが、計画のみに終わったため、製作された5基は各種試験に用いられた。
この基礎研究は拡大版RB.207を経て、ファンブレードに複合材料の投入や可変静翼の廃止、完全にシームレスなアニュラー燃焼器の実現、プレーンメタルベアリングの採用等、革新的設計で知られる初の実用3軸式ターボファン、RB.211で具現化した。しかし複合材製のファンブレードであるHyfilのバードストライク試験における失敗により、開発が難航した結果、資金繰りが悪化して同社は管財人の管理下に置かれることになり、国有化され、後に自動車部門と分離されることとなり、搭載予定のロッキード トライスターの開発も大幅に遅延した。
名称にトレントとついてはいるものの、ロールス・ロイス RB.50 トレントとロールス・ロイス トレントとの間に関連性はない。

## 仕様
一般的特性
- 形式: 3軸式ターボファン
- 全長: 82.2 in (208.8 cm)
- 直径: 38.7 in (98.3 cm)
- 乾燥重量: 1,751 lb (794 kg)

構成要素
- 圧縮機: ：1段ファン、4段中間圧力、5段高圧
- 燃焼器: アニュラ型
- タービン: 単段高圧、単段中間、二段低圧

性能
- 推力: 9,730 lb (44.2 kN)
- 全圧縮比（英語版）: 16:1
- バイパス比: 3:1
- 空気流量: 300 lb/sec (136 kg/s)
- 推力重量比: 5.55:1

出典: Flight International.